# El Manzano, Guadalupe y Calvo
El Manzano är en ort i Mexiko.   Den ligger i kommunen Guadalupe y Calvo och delstaten Chihuahua, i den nordvästra delen av landet, 1 100 km nordväst om huvudstaden Mexico City. El Manzano ligger 1 374 meter över havet och antalet invånare är 143.
Terrängen runt El Manzano är huvudsakligen kuperad, men norrut är den bergig. El Manzano ligger nere i en dal. Runt El Manzano är det mycket glesbefolkat, med 6 invånare per kvadratkilometer. Närmaste större samhälle är Juntas de Arriba, 14,0 km öster om El Manzano. I omgivningarna runt El Manzano växer i huvudsak blandskog.